# Tetiana Melnyk
Tetiana Jurijiwna Melnyk (ukr. Тетяна Юріївна Мельник; ur. 2 kwietnia 1995 w Ołeksandriwce) – ukraińska lekkoatletka specjalizująca się w biegu na 400 metrów oraz na 400 metrów przez płotki.
Wraz z ukraińską sztafetą 4 × 400 metrów zdobyła brązowy medal halowych mistrzostw Europy (2017), złoty medal Uniwersjady (2019) oraz brązowy medal młodzieżowych mistrzostw Europy (2017). Dwukrotnie uczestniczyła w igrzyskach olimpijskich (2016, 2020). Z powodu dyskwalifikacji za doping Olhi Zemlak, z którą biegła w sztafecie podczas igrzysk w Rio de Janeiro jej wynik został anulowany, podobnie jak 6. miejsce zajęte na mistrzostwach Europy w 2016 roku w Amsterdamie. Podczas kolejnych igrzysk rozgrywanych w Tokio odpadła w eliminacjach biegu na 400 metrów.
Multimedalistka mistrzostw Ukrainy oraz halowych mistrzostw Ukrainy.

## Rezultaty
| Rok  | Impreza                                 | Miejsce        | Konkurencja                 | Pozycja     | Wynik   |
| ---- | --------------------------------------- | -------------- | --------------------------- | ----------- | ------- |
| 2014 | Mistrzostwa świata juniorów             | Eugene         | bieg na 400 m przez płotki  | półfinał    | 59,37   |
| 2016 | Mistrzostwa Europy                      | Amsterdam      | sztafeta 4 × 400 m          | DSQ         | 3:27,64 |
| 2016 | Igrzyska olimpijskie                    | Rio de Janeiro | sztafeta 4 × 400 m          | DSQ         | 3:26,64 |
| 2017 | Halowe mistrzostwa Europy               | Belgrad        | bieg na 400 m               | eliminacje  | 55,18   |
| 2017 | Halowe mistrzostwa Europy               | Belgrad        | sztafeta 4 × 400 m          | 3. miejsce  | 3:32,10 |
| 2017 | Młodzieżowe mistrzostwa Europy          | Bydgoszcz      | sztafeta 4 × 400 m          | 3. miejsce  | 3:30,22 |
| 2017 | Mistrzostwa świata                      | Londyn         | sztafeta 4 × 400 m          | eliminacje  | 3:31,84 |
| 2017 | Uniwersjada                             | Tajpej         | sztafeta 4 × 400 m          | –           | DQ      |
| 2018 | Halowe mistrzostwa świata               | Birmingham     | sztafeta 4 × 400 m          | 4. miejsce  | 3:31,32 |
| 2018 | Mistrzostwa Europy                      | Berlin         | bieg na 400 m               | półfinał    | 52,20   |
| 2018 | Mistrzostwa Europy                      | Berlin         | sztafeta 4 × 400 m          | eliminacje  | DQ      |
| 2019 | Halowe mistrzostwa krajów bałkańskich   | Stambuł        | sztafeta 4 × 400 m          | 1. miejsce  | 3:33,76 |
| 2019 | Halowe mistrzostwa Europy               | Glasgow        | bieg na 400 m               | eliminacje  | 53,39   |
| 2019 | IAAF World Relays                       | Jokohama       | sztafeta 4 × 400 m          | eliminacje  | DQ      |
| 2019 | Igrzyska europejskie                    | Mińsk          | sztafeta mieszana 4 × 400 m | 1. miejsce  | 3:16,65 |
| 2019 | Uniwersjada                             | Neapol         | sztafeta 4 × 400 m          | 1. miejsce  | 3:30,82 |
| 2019 | Superliga drużynowych mistrzostw Europy | Bydgoszcz      | sztafeta 4 × 400 m          | 4. miejsce  | 3:29,33 |
| 2019 | Mistrzostwa świata                      | Doha           | sztafeta 4 × 400 m          | 6. miejsce  | 3:27,48 |
| 2019 | Mistrzostwa świata                      | Doha           | sztafeta mieszana 4 × 400 m | eliminacje  | 3:17,50 |
| 2021 | Igrzyska olimpijskie                    | Tokio          | bieg na 400 m               | eliminacje  | 54,99   |
| 2024 | World Athletics Relays                  | Nassau         | sztafeta mieszana 4 × 400 m | repasaże    | 3:14,49 |
| 2024 | Mistrzostwa Europy                      | Rzym           | bieg na 400 m               | eliminacje  | 54,06   |
| 2024 | Igrzyska olimpijskie                    | Paryż          | sztafeta mieszana 4 × 400 m | eliminacje  | 3:15,51 |
| 2025 | Halowe mistrzostwa Europy               | Apeldoorn      | bieg na 400 m               | eliminacje  | DQ      |
| 2025 | I dywizja drużynowych mistrzostw Europy | Madryt         | bieg na 400 m przez płotki  | 12. miejsce | 57,22   |
| 2025 | I dywizja drużynowych mistrzostw Europy | Madryt         | sztafeta mieszana 4 × 400 m | 11. miejsce | 3:16,18 |

## Rekordy życiowe
- bieg na 400 metrów (hala) – 52,77 (17 lutego 2019, Stambuł)
- bieg na 400 metrów (stadion) – 51,92 (17 czerwca 2016, Łuck)
- bieg na 400 metrów przez płotki (stadion) – 57,22 (28 czerwca 2025, Madryt)